# MSC (기업)

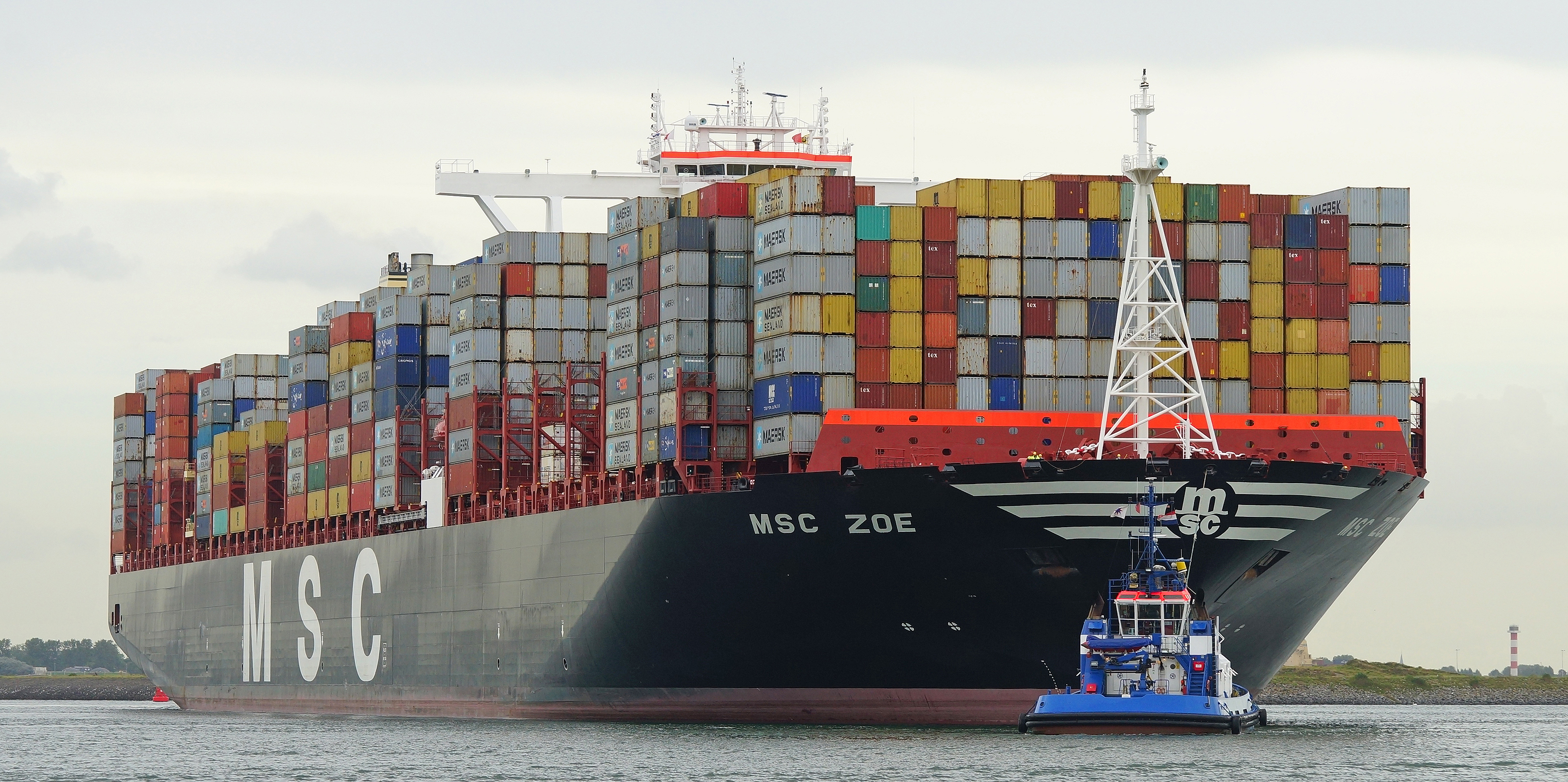

MSC(Mediterranean Shipping Company)는 1970년 이탈리아의 Gianluigi Aponte에 의해 설립된 국제 해상운송 라인이다. 본사는 1978년부터 스위스에 위치해 있다. 2021년 말부터 2M 얼라이언스의 멤버 머스크를 따라잡고 최대 컨테이너 해상운송 라인이 되고 있다. 이 기업은 전 세계 모든 주요 공항에서 운영한다.
2021년 기준으로 MSC는 570개의 컨테이너선(용적 3,920,784 TEU)를 운용하며 세계 최대의 컨테이너 해상운송 기업이다. 휴가 유람선에 집중하는 MSC 크루즈 부서를 보유하고 있다.